# Ermita de San Cristóbal (Erandio)
La ermita de San Cristóbal es una ermita de Erandio, Vizcaya, bajo la advocación de San Cristóbal. Se sitúa en el barrio de La Magdalena, en el lugar llamado San Kristobaleko Landa (Campa de San Cristóbal en euskera), a unos cincuenta metros de la pequeña Ermita de la Magdalena. Se hallan cerca los caseríos Santutxuzarra, Santutxubarri, el grupo de caseríos de Meso o Mesones (Mesobarri, Mesoko, Mesokotorre) y los de Iketze (Iketze, Iketzeerdia e Iketzeatze). Fue reformada y restaurada hacia 1957.
Ante la ermita hay un carrejo asfaltado para soka-tira.

## Descripción
Su planta es rectangular, de 16,54 por 7,19 metros. Tiene cubierta a cuatro aguas, y una cubierta más baja sobre el pórtico -al lado de la Epístola (Sur)-. Este pórtico tiene una escalinata de piedra y bancos de piedra adosados al muro. Los muros son de mampostería vista.
La espadaña, de un vano con campana, está rematada por una cruz de piedra y tiene dos pináculos laterales a la altura del vano, rematados a su vez por acróteras. En el lado Sur tiene una puerta de arco de medio punto. Tiene una ventana adintelada en el lado oeste, y otras tres en el lado Norte. El pavimento es de baldosas.
Dentro tiene una imagen de San Cristóbal.

## Uso

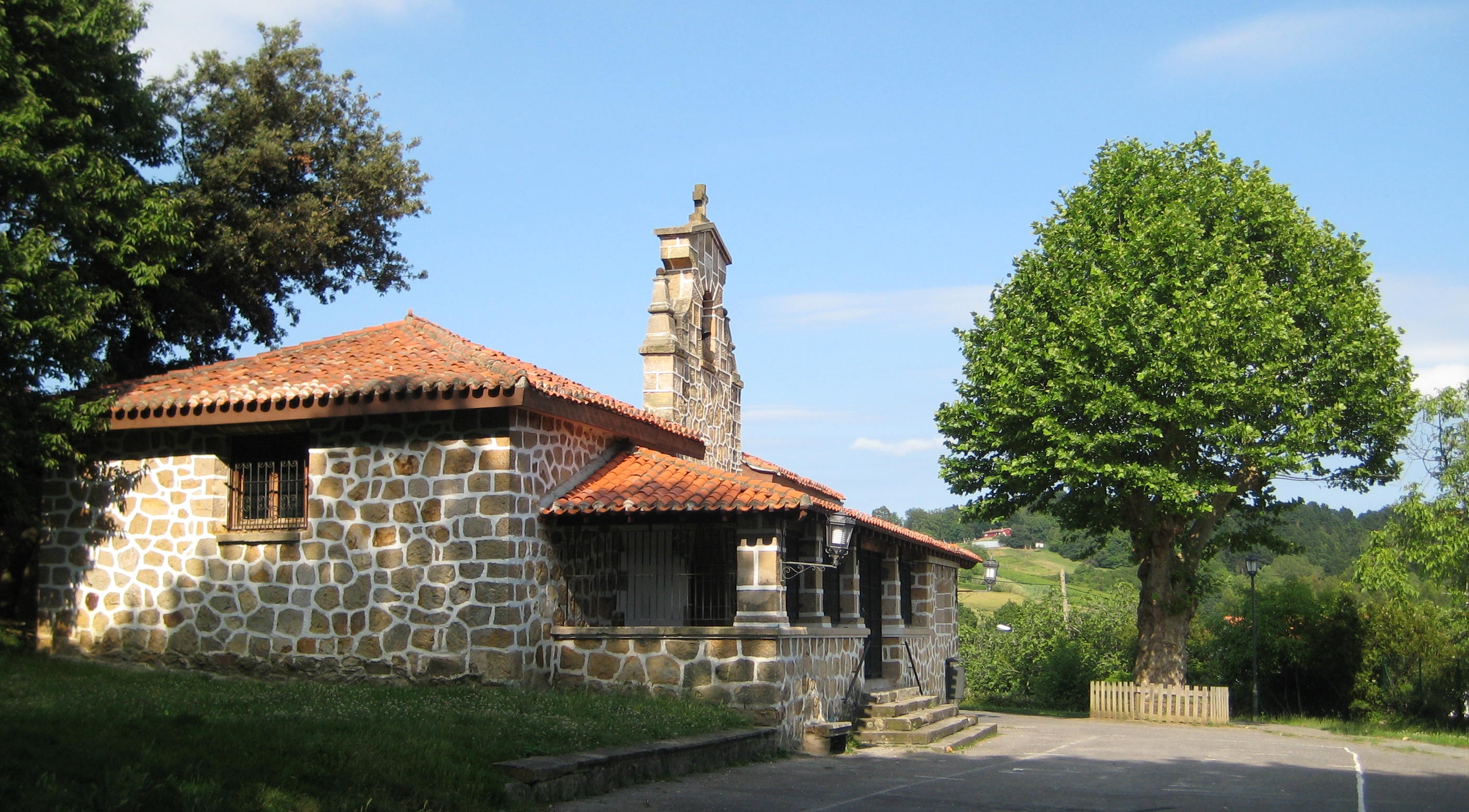
Ermita y carrejo en 2011

El 10 de julio, festividad de San Cristóbal, se celebra misa cantada y romería.
Se celebra misa los sábados y domingos.